# Heteropoda mindiptanensis
Heteropoda mindiptanensis este o specie de păianjeni din genul Heteropoda, familia Sparassidae, descrisă de Chrysanthus, 1965. Conform Catalogue of Life specia Heteropoda mindiptanensis nu are subspecii cunoscute.